# Поливанова, Катерина Николаевна
Катери́на Никола́евна Полива́нова (род. 4 мая 1952, Москва) — российский психолог, специалист в области психологии детского развития. Является автором оригинальной концепции критических возрастов, обосновывающей, в рамках культурно-исторического подхода, внутреннюю необходимость кризисов развития. Также известность получили исследования кризиса подросткового возраста, развития проектной деятельности в этот возрастной период, исследования готовности к школе 6-летних детей. В настоящее время является сотрудником Психологического института РАО, членом Международной психологической организации ISSBD Архивная копия от 1 ноября 2011 на Wayback Machine, экспертом Центра международного сотрудничества по развитию образования (CICED). Преподаёт в МГППУ и ВШЭ. Лауреат премии Правительства РФ в области образования 2007. Награждена медалями им. Челпанова 1 и 2 степени.

## Биография
Катерина Николаевна Поливанова родилась 4 мая 1952 года в Москве. В 1974 г. окончила с отличием, физический факультет МГПУ им. Ленина. Тема дипломной работы — Физика полупроводников. С 1974 г. работала в НИИ общей и педагогической психологии АПН СССР (позже — Психологический институт РАО). В 1983 году под руководством Д. Б. Эльконина защитила кандидатскую диссертацию «Психологические условия формирования действия контроля у младших школьников». В 1999 году защитила докторскую диссертацию по специальности 19.00.13, «Психологический анализ кризисов возрастного развития (в логике культурно-исторической теории). В 2005 получила звание профессора. Является одним из организаторов московской ежегодной конференции „Тенденции развития образования“ и ежегодной конференции в Красноярске «Педагогика развития». Преподает на кафедре возрастной психологии факультета психологии образования МГППУ. Профессор НИУ-ВШЭ, руководитель исследовательской группы «Современное детство».